# Jüdischer Friedhof (Grimmen)
Der Jüdische Friedhof Grimmen war ein jüdischer Friedhof in Grimmen im jetzigen Landkreis Vorpommern-Rügen in Mecklenburg-Vorpommern. Er ist kein geschütztes Baudenkmal.

## Beschreibung
Der Friedhof befand sich im Südwesten der Stadt am Ende der Karlstraße, zu den angrenzenden Wiesen – jetzt Stadtpark – hin. Das war im Ausgang des 19. Jahrhunderts der noch unbebaute Stadtrand, 200 Meter östlich des 1878 fertiggestellten Bahnhofes.
In den Messtischblättern von 1880 und 1920 sind keine sonst übliche Signaturen mit Begräbnisplatz statt Friedhof und dem Zeichen L statt † eingetragen, deshalb ist die genaue Position nicht erschließbar.

## Geschichte
Der jüdische Friedhof wurde 1834 angelegt. Die letzte Beisetzung auf dem Friedhof erfolgte um 1922. In den 1930er-Jahren waren etwa zwanzig Gräber mit Grabsteinen vorhanden.
Der Friedhof wurde in der NS-Zeit zerstört und 1940 eingeebnet.
Das Grundstück wurde um 1969 bebaut. Es sind keine Anzeichen mehr vorhanden.